# Wilfried Reuter (Buddhist)

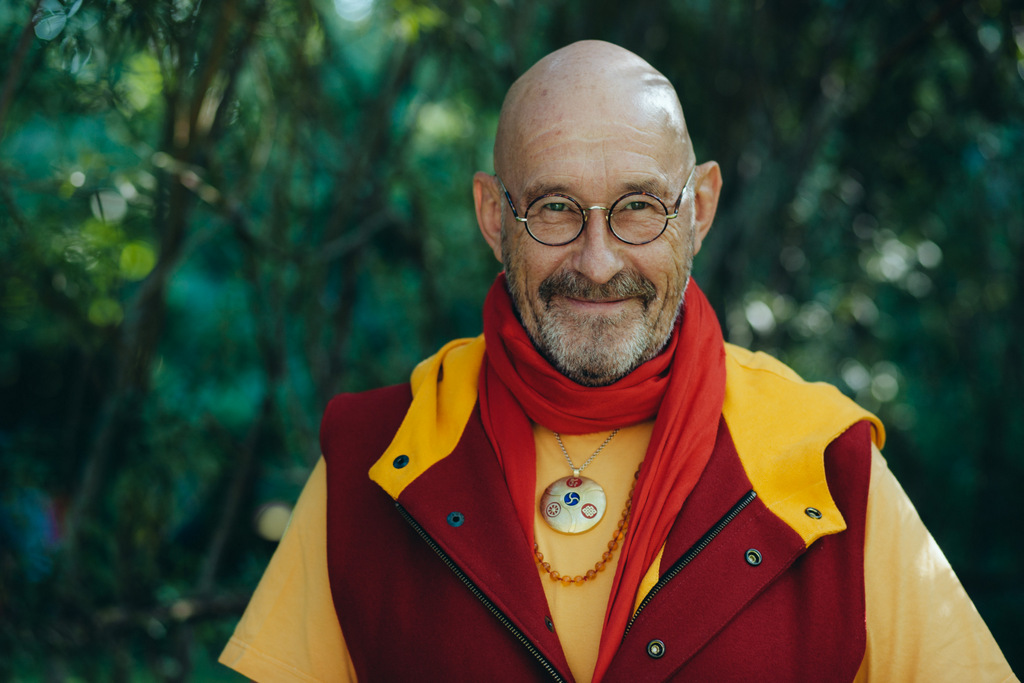
Wilfried Reuter

Wilfried Reuter (* 13. August 1952) ist ein buddhistischer Lehrer in der Tradition des Theravada. Er leitet das Lotos-Vihara-Meditationszentrum in Berlin-Mitte und arbeitete als niedergelassener Frauenarzt in Berlin-Kreuzberg.

## Biografie
Wilfried Reuter wuchs auf einem Bauernhof in Nordhessen auf. Nach dem Abitur 1971 in Bad Arolsen studierte er von 1973 bis 1979 in Bochum und Berlin Medizin. Nach Tätigkeiten als Assistenzarzt und Oberarzt in Berliner Kliniken ließ er sich 1989 in Berlin-Kreuzberg als Frauenarzt nieder. Er hat Erfahrung in der Geburtshilfe und Sterbebegleitung.

## Weg zum Buddhismus
Wilfried Reuters Interesse für spirituelle Fragen begann früh. Auf dem Bauernhof seiner Eltern hatte er von Kindesbeinen an direkt mit den schmerzhaften Aspekten des Lebens zu tun. Er erlebte, wie Tiere erkrankten und starben oder getötet wurden, beobachtete, wie die Katzen die Mäuse fingen, und empfand Mitleid. Als er 18 war, starb seine Mutter. Diese Erfahrungen führten zu Fragen über den Sinn des Lebens.
In den 1970er Jahren suchte Wilfried Reuter im Christentum und im Judentum nach einer spirituellen Heimat, fand dort aber nur Teilantworten auf seine Fragen. Er praktizierte bei den Sufis (den islamischen Mystikern) und übte schließlich 15  Jahre Zen-Meditation. Auf Indienreisen stieß er in den 1980er Jahren auf erste  Antworten. Besonders beeindruckt war er vom Lebenswerk Mahatma Gandhis. Als seinen ersten spirituellen Lehrer bezeichnet Wilfried Reuter den indischen Weisen Sri Ramana Maharshi, der sich der spirituellen Richtung des Advaita-Vedanta zurechnen lässt. Dessen Ausführungen von der Nicht-Dualität faszinierten ihn.
Der entscheidende Schritt auf dem Weg zum Buddhismus war Anfang der 1990er Jahre Reuters Begegnung mit Ayya Khema, einer deutschen buddhistischen Nonne der Theravada-Tradition. In ihr fand er eine authentische Lehrerin, die den Weg, den sie lehrte, selbst gegangen war.
Anfangs traf sich eine von Reuter 1997 gegründete Meditationsgruppe im Wartezimmer seiner Arztpraxis in Berlin-Kreuzberg. Im selben Jahr ging aus der Gruppe „Lotos-Vihara e.V. – Verein für Meditation und Begegnung“ hervor. Räume fand er kurz darauf in der Kreuzberger Wrangelstraße. Dieses erste Zentrum wurde nach einigen Jahren zu klein für die Gemeinschaft buddhistisch Praktizierender.
Unter Leitung von Reuter eröffnete darum 2007 in einer ehemaligen Kindertagesstätte in der Nähe des Alexanderplatz in Berlin-Mitte das Meditationszentrum Lotos-Vihara. Getragen wird es von der eigens gegründeten Anjali-Stiftung. Wilfried Reuter lehrt dort die Buddha-Lehre in Vorträgen, Kursen und Gruppen. Spezielle Angebote gibt es für Ärzte und Psychotherapeuten, Schwangere sowie Menschen mit Krebserfahrung.

## Ausrichtung und Lehransatz
Grundlage der Lehrtätigkeit Wilfried Reuters ist die Lehre des Theravada-Buddhismus, festgehalten im Pali-Kanon, der frühesten schriftlichen Sammlung buddhistischer Lehrreden. Reuter integriert in seine Lehrtätigkeit aber auch Elemente anderer buddhistischer Traditionen, etwa des tibetischen Buddhismus. Das überlieferte buddhistische Wissen verbindet er mit psychologischen Erkenntnissen und seinen Erfahrungen als Arzt, Geburtshelfer und Sterbebegleiter. Er legt  Wert auf klare, praktikable Anleitungen, die er als „kochbuchartig“ bezeichnet.
Im Jahr 2010 erschien in der Edition Steinrich Wilfried Reuters erstes Buch, „Weck den Buddha in dir – Wege zu innerer Stärke“, in dem er sich damit befasst, wie man sich durch buddhistische Praxis Kraftquellen erschließen kann.
Wilfried Reuter gibt Kurse in Deutschland und hält  auch an nicht-buddhistischen Orten Vorträge, etwa in der Berliner Urania.

## Werke
- Weck den Buddha in dir, Edition Steinrich, 2010, ISBN 3-942085-08-9.
- Die Medizin des Buddha. Was Heilung bedeutet, Edition Steinrich, 2010, ISBN 978-3-942085-20-5.
- Zusammen Aufwachen, Edition Steinrich 2012, ISBN 978-3-942085-21-2.
- Der Tod ist ganz ungefährlich, Jhana Verlag im Buddha-Haus 2014, ISBN 978-3931274-45-0.
- Buddhas Geschenk der Geborgenheit, Kailash Verlag 2013, ISBN 978-3-424-63076-3.

## DVD
- Der Tod ist ganz ungefährlich, Neue Weltsicht, 2013, EAN 4260155681172.
- Die Sprache der Liebe, Neue Weltsicht, 2013, EAN 4260155681158.
- Umgang mit Krisen, Neue Weltsicht, 2012, EAN 4260155680298.
- Liebe ohne Leiden, Neue Weltsicht, 2011, EAN 4260155680151.
- Wenn Angst aufkommt, Neue Weltsicht, 2011, EAN 4260155680267.
- Weck den Buddha in dir – Wege zu innerer Stärke, Neue Weltsicht, 2011, EAN 4260155680113.
- Der Tod ist ungefährlich, Neue Weltsicht, 2013, EAN: 4260155681172
- Das Geschenk des Altwerdes, Neue Weltsicht 2014, EAN: 4260155681554
- Was Heilung wirklich bedeutet – Die Medizin des Buddha, Neue Weltsicht 2011
- Ethische Entscheidungen im Berufsalltag, Neue Weltsicht 2011
- Trennung und Abschied. Wie wir Beziehungen heilen können, Neue Weltsicht 2011